# S/V Ocean Surveyor

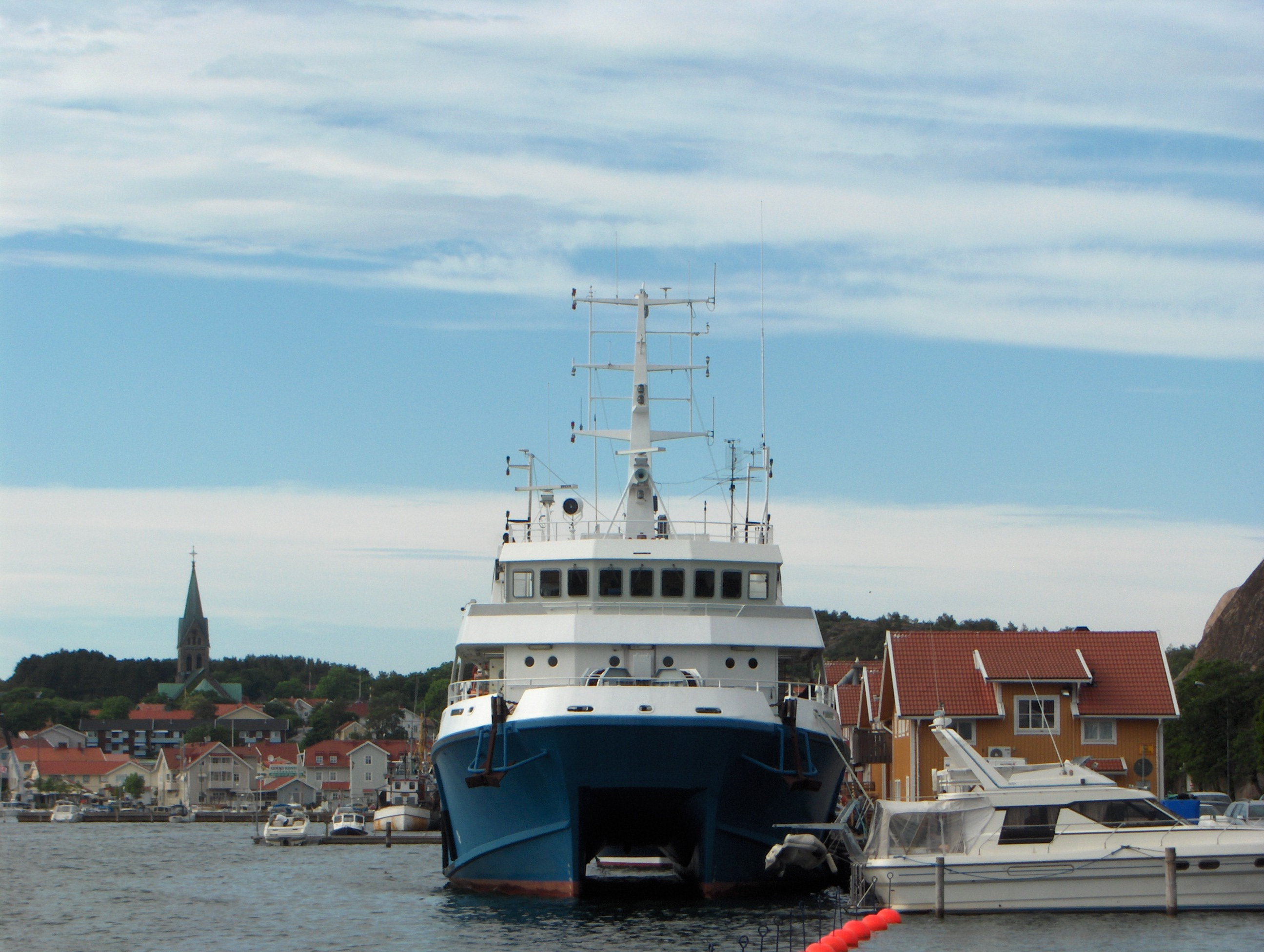
Ocean Surveyor vid kaj i Grebbestad

Ocean Surveyor är ett svenskt maringeologiskt undersökningsfartyg. För uppgiften är fartyget utrustat med en rad olika instrument för att kartlägga havsbotten och dess beskaffenhet. 

## Instrument och utrustning
Exempel på instrumentation är hydroakustiska instrument som ekolod, hydrofon och side-scan sonar, för sedimentsprover används bland annat gravitationslod och kolvlod. Ocean Surveyor är också utrustad med system för okulär observation med hjälp av undervattenskamera. 
Ocean Surveyor är en katamaran och är byggd i glasfiber och kevlararmerad plast. Båten ägs av Sveriges geologiska undersökning och har sin hemmahamn i Uppsala.